# Продюсеры (фильм, 1968)
О профессии см. статью Продюсер.
«Продю́серы» (англ. The Producers) — американский комедийный кинофильм 1968 года, известный также под названием «Весна́ для Ги́тлера» (англ. Springtime for Hitler). Режиссёрский дебют американского мастера комедийного жанра Мела Брукса. В фильме снимались Зеро Мостел и Джин Уайлдер, исполняющие роли продюсеров, задумавших театральную аферу, которая, несмотря на их старания, не удаётся. Сценарий фильма был создан Бруксом за девять месяцев и был отвергнут нескольким продюсерами, по причине комедийного подхода к острым историческим темам (фигура Гитлера, нацизм, антисемитизм). Картина вышла в ограниченный прокат в 1968 году, не получила значительного успеха и была неоднозначно встречена критикой. Вместе с тем в 1969 году за эту ленту Мел Брукс получил премию «Оскар» за лучший сценарий. Несмотря на первоначальный прохладный приём, со временем фильм был признан классической комедией.
В 1996 году лента была занесена в Национальный реестр фильмов, имеющих «культурное, историческое или эстетическое значение». Американский институт киноискусства в 2000 году включил его в список «100 самых смешных американских фильмов за 100 лет по версии AFI», где он занял 11 место, а в 2004 году в список «100 лучших песен к фильмам», в котором «Springtime for Hitler» («Весна для Гитлера») заняла восьмидесятое место. В 2001 году состоялась премьера написанного Мелом Бруксом одноимённого мюзикла (либретто в соавторстве с Томасом Мианом), который шёл и адаптировался на сценах многих стран мира. Оригинальная бродвейская постановка 2001 года получила 12 премий «Тони», в том числе в номинации за лучший мюзикл. В 2005 году была произведена экранизация мюзикла, осуществлённая Сьюзан Строман по сценарию Брукса и Миэна. Как и на Бродвее, главные роли сыграли Нейтан Лейн и Мэттью Бродерик.

## Сюжет
Действие происходит приблизительно в 1960-е годы в США.
Макс Бялысток (Зеро Мостел) (см. Белосток) — продюсер мюзиклов на Бродвее — погряз в неудачах, один его мюзикл проваливается за другим. Каждый раз он объявляет себя банкротом. И всё труднее и труднее доставать деньги на новые. Выручают его только престарелые поклонницы, которые снабжают его деньгами, позволяющими ему всё ещё кое-как оставаться на плаву.
В раздумьях, где бы взять денег, он внезапно получает идею от бухгалтера (Джин Уайлдер), приглашённого, чтобы уладить его дела. Тот рассказывает ему, что можно при наличии достаточной смелости провести аферу, поставив заведомо провальное шоу, ибо обычно всё списывается в убыток, а нецелевые траты таких шоу никого не интересуют. После недолгих уговоров бухгалтер, подумав и сочтя свою скучную жизнь недостойной его, соглашается провести махинацию. Бялысток идёт к престарелым поклонницам, и те снабжают его приличной суммой в обмен на любовные утехи.
Вместе с бухгалтером они выбирают себе один из самых, по их мнению, безумных сценариев: написанный свихнувшимся нацистом Францем Либкиндом (Кеннет Марс) трагический мюзикл «Весна для Гитлера». Франц живёт на крыше в окружении голубей, названных немецкими именами, и продюсеры заключают с ним контракт.
Затем Бялысток отправляется к режиссёру-гомосексуалу (Андреас Вуцинас), чтобы тот поставил его со своей труппой. Тот приходит в неописуемый восторг и сразу же начинает выдумывать феерическое исполнение, совершенно не вяжущееся с серьёзностью темы. Для окончательного провала на главную роль приглашают сумасшедшего фрика и рок-музыканта Лоренцо Сан-Дюбуа (Дик Шоун), сокращённо ЛСД.
Придя на пьесу с тем, чтобы наблюдать полный провал, Бялысток и бухгалтер поначалу с удовольствием наблюдают, как зрители тянутся к выходу, поражённые безвкусием и кощунством пьесы, пропагандирующей нацизм. Однако, с появлением на сцене ЛСД, изображающего Гитлера фигляром, зрители находят его забавным, и вместо ожидаемого провала мюзикл получает внезапный успех.
Нацист хочет убить продюсеров за то, что те исказили образ его любимого фюрера, но в ходе ожесточённого спора у них рождается идея выхода из положения: взорвать театр. Благодаря ошибке нациста-подрывника сами они из театра выйти не успевают и предстают перед судом в забинтованном виде под плач обесчещенных старушек.
В тюрьме они сидят знаменитыми продюсерами, дожидаясь выхода из неё, чтобы вновь и вновь ставить мюзиклы, которые будут иметь успех.

## Актёры
- Зеро Мостел — Макс Бялысток
- Джин Уайлдер — Лео Блум
- Кеннет Марс — Франц Либкинд
- Дик Шоун — Лоренцо Сент-Дюбуа (ЛСД)
- Кристофер Хьюитт — Роджер Де Бри
- Андреас Вутцинас — Кармен Гиа
- Ли Мередит — Улла

## Создание

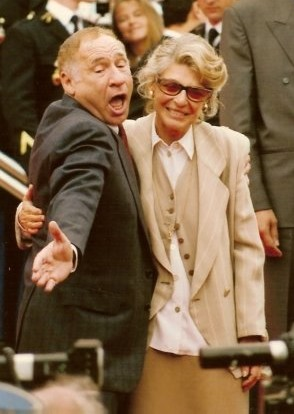
Мел Брукс и Энн Бэнкрофт на Каннском кинофестивале, 1991 год

Мелвин Джеймс Камински, ставший впоследствии известный как Мел Брукс, родился в 1926 году в Нью-Йорке (США), в еврейской семье иммигрантов из бывшей Виленской губернии Российской империи. Детство провёл в Бруклине, по вечерам часто посещая кинотеатры, где шли немые комедии, которые оказали воздействие на его творчество. Рано приобщился к шоу-бизнесу, нравы которого неоднократно высмеивал и пародировал в своих фильмах. После службы в армии работал в Лас-Вегасе уборщиком в казино, пока однажды по просьбе директора не вышел на сцену вместо комедийного артиста. Первоначально выступал под фамилией матери — Брукман, позднее сократил его до Брукс. В 1950-е годы стал работать на телевидении в качестве сценариста. В 1952 году на два года переселился из Нью-Йорка в Калифорнию, куда вернулся в Голливуд в 1960 году. В начале 1960-х годов Брукс работал над идеей сатирического романа или пьесы об Адольфе Гитлере, что предшествовало его замыслу воплотить эту тему на экране.
«Я, наверное, самый безумный ветеран Второй мировой,— рассказывал Мел Брукс.— Воевал в Северной Африке в чине капрала, а потом снял комедию „Весна для Гитлера“. До сих пор получаю негодующие письма от еврейских бабушек: „Вы думаете, поющий Гитлер — это смешно?“ Моя мама была еврейкой, и её такие шуточки нисколько не смущали. Эта комедия — проверка мира на вшивость».
Считается, что впервые название «Весна для Гитлера» прозвучало во время пресс-конференции Брукса, состоявшейся ещё в 1962 году. Вскоре после этого он решил связать пародийную линию Гитлера с персонажем по имени Лео Блум, что является данью уважения герою романа «Улисс» Джеймса Джойса — Леопольду Блуму. По словам Брукса, работу над фильмом он по своему обыкновению начал с проработки истории и характеров главных героев: Лео Блума и Макса Бялыстока, сопродюсеров театральной постановки, обречённой на фиаско, но, вопреки их ожиданиям, добившейся значительного зрительского успеха. В отношении первого — Лео Блума — режиссёр выразился метафорически, что тот является «маленькой гусеницей», превратившейся по ходу действия в «прекрасную бабочку». Этот герой представляет собой «маленького бухгалтера» с мечтами о продюсерской славе, влюблённого в театр и стремящегося к успеху в этой области. Его партнёром в бродвейской афере должен был стать неудачливый продюсер Бялысток, который вытягивал деньги у пожилых дам, спя с ними, чтобы остаться на плаву в шоу-бизнесе. Его прототипом стал настоящий бродвейский продюсер, который соблазнял богатых пожилых женщин для того, чтобы финансировать свои представления. Брукс был ранее с ним знаком, так как работал на него, рассказывая в одном из интервью:
Я не могу сказать вам его имя, потому что у него есть внуки, и я не хочу, чтобы они знали, что он трахнул много пожилых дам. Но персонаж был основан на реальном человеке. В фильме есть реплика, которую я взял из настоящей жизни, и это абсолютная правда. Я слышал, как он её произносит. В фильме Зеро Мостел говорит пожилой даме: «Выпишите чек на название проекта „Наличные“». И она говорит: «„Наличные“? Это смешное название для пьесы». И он отвечает: «Не смешнее, чем „Продавец льда грядёт“». Я взял это из реальной жизни.
Считается, что прототипом этого героя стал нью-йоркский продюсер Бенджамин Катчер (Benjamin Kutcher). Для персонажа Джина Уайлдера было выбрано имя Лео Блум, притом что его напарник Зеро Мостел (играющий Макса Бялыстока) прославился благодаря роли Леопольда Блума в театральной постановке «Улисс в ночном городе» по знаменитому роману Джойса. Брукс сравнивал этих двух персонажей с понятиями психоанализа, где первый представляет собой Эго («животное начало» по словам Брукса), а второй — Ид:
Лео Блум в исполнении Джина Уайлдера был духовным персонажем. Он был Эго. Ему были присущи более пронзительно трогательные качества. В конце концов оба персонажа пришли к осознанию, что им не так нужны были деньги, как они были нужны друг другу. Им нужна была радость от совместной работы.
Брукс желал видеть в роли Бялыстока актёра Зеро Мостела. Его удалось убедить с помощью жены Кэтрин Харкин, которой сценарий пришёлся по душе, а вот актёру первоначально нет, так как ему не нравилась перспектива сыграть человека, спящего со старухами за деньги. На одну из ролей в фильме первоначально был утверждён Дастин Хоффман, но в это время ему предложили пройти пробы на фильм «Выпускник», который впоследствии прославил его. Мел Брукс легко отпустил актёра на пробы, так как хорошо знал об этом фильме от своей жены Энн Бэнкрофт (утверждённой на роль миссис Робинсон) и понимал, что шансов получить роль у того очень мало. Однако, несмотря на ожидания Брукса, в «Продюсеры» Хоффман уже не вернулся.
Сценарий фильма был создан за девять месяцев и был написан с помощью секретаря Альфы-Бетти Олсен (Alfa-Betty Olsen). Однако, несмотря на усилия Брукса, первоначально сценарий фильма «Весна для Гитлера» не вызвал положительного приёма у студий и его отвергли ряд продюсеров, посчитав его безвкусным и возмутительным. При этом звучали предложения изменить отсылки к немецкому фюреру Гитлеру на итальянского дуче — Муссолини. Добиться успеха с поиском финансирования удалось благодаря агенту Брукса, который договорился о встрече с другом, нью-йоркским продюсером Сидни Глейзером (Sidney Glazier). Последний так смеялся над сценарием, что принял проект, сказав: «Мы сделаем это! Я не знаю как, но мы сделаем этот фильм!» Им было привлечено дополнительное финансирование, в том числе со стороны продюсера Джозефа Эдварда Левина из Embassy Pictures, который сумел убедить Брукса сменить название с «Весны для Гитлера» на «Продюсеры». Бруксу удалось вселить уверенность в продюсеров в то, что он способен снять полнометражный художественный фильм, и настоять на своём.
Эта работа стала его полноценным режиссёрским дебютом. Съёмки начались 22 мая 1967 года; они были запланированы в Нью-Йорке, предусматривали сорокадневный срок и бюджет в 941 000 долларов США.

## Приём
Премьера прошла 22 ноября 1967 года в городе Питтсбург, штат Пенсильвания, а в марте 1968 года фильм вышел в ограниченный прокат. Он получил неоднозначную реакцию со стороны критики, в том числе появилось несколько очень недоброжелательных рецензий (Стэнли Кауфман, Джон Саймон, Полин Кейл). Вместе с тем в 1969 году за этот фильм Мел Брукс получил премию «Оскар» за лучший сценарий. Со временем фильм стал признаваться классической комедией и был оценён со стороны критики и зрителей. Роджер Эберт, видевший фильм в 1968 году, в 2000 году назвал его одним из самых смешных фильмов когда-либо снятых.
В 1996 году Национальным советом США по сохранности фильмов лента включена в Национальный реестр фильмов, имеющих «культурное, историческое или эстетическое значение». В 2000 году Американский институт киноискусства включил его в список «100 самых смешных американских фильмов за 100 лет по версии AFI», где он занял одиннадцатое место. В 2004 году Американский институт киноискусства обнародовал список «100 лучших песен к фильмам», в котором Springtime for Hitler («Весна для Гитлера») заняла восьмидесятое место.
В России в начале 1990-х годов фильм выпускался на VHS в одноголосом закадровом переводе Алексея Михалёва и Григория Либергала. Российский киновед Михаил Трофименков указывал на вызывающий, смелый сценарий фильма, особенно по сравнению с обычной голливудской продукцией 1960-х годов: «Уже в сюжетной завязке Брукс обнажает главный принцип своего комизма: чем хуже, глупее, чудовищнее, тем лучше. Даже по старым, ещё неполиткорректным, меркам фильм кажется запредельным хулиганством, а нынешние охальники из „Южного парка“ по сравнению с Бруксом — просто воспитанники воскресной школы». По поводу нестандартных персонажей Трофименков выразился следующим образом:
В их звёздный час триумфа и катастрофы ряженые эсэсовцы под предводительством жеманного педераста будут распевать такие куплеты, каких Бродвей ещё не слышал и вряд ли услышит: «Весна для Гитлера и Германии, зима для Польши и Франции».

## Награды и номинации
| Год  | Премия                  | Номинация                                       | Персона      | Результат |
| ---- | ----------------------- | ----------------------------------------------- | ------------ | --------- |
| 1969 | «Оскар»                 | Лучший оригинальный сценарий                    | Мел Брукс    | Победа    |
| 1969 | «Оскар»                 | Лучшая мужская роль второго плана               | Джин Уайлдер | Номинация |
| 1969 | «Золотой глобус»        | Лучшая мужская роль — комедия или мюзикл        | Зеро Мостел  | Номинация |
| 1969 | «Золотой глобус»        | Лучший сценарий                                 | Мел Брукс    | Номинация |
| 1969 | Гильдия сценаристов США | Лучший американский сценарий комедийного фильма | Мел Брукс    | Номинация |
| 1969 | Гильдия сценаристов США | Лучший американский оригинальный сценарий       | Мел Брукс    | Победа    |

## Рецепция
- На Бродвее в 2001 году был поставлен мюзикл «Продюсеры» по мотивам фильма. Спектакль был восторженно встречен как зрителями, так и критиками, и на следующий день после открытия побил рекорд дневных кассовых сборов в истории этого театра, продав билетов на 3 миллиона долларов[13]. Оригинальная бродвейская постановка 2001 года получила 12 премий «Тони», в том числе в номинации за лучший мюзикл[14]. Постановки также были осуществлены во многих странах по всему миру: Канада, Германия, Австралия, Новая Зеландия, Израиль, Южная Корея, Аргентина, Япония, Дания, Италия, Венгрия, Испания, Мексика, Чехия, Швеция, Словакия, Австрия, Финляндия, Греция, Бразилия и Венесуэла[15]. С весны 2009 года — Германия и Россия.
- В 2005 году был снят ремейк фильма, осуществлённый Сьюзан Строман[англ.] по сценарию Брукса и Томаса Миана[англ.], в котором снялись Мэттью Бродерик, Натан Лейн, Уилл Феррелл и Ума Турман.